# Ficinia compasbergensis
Ficinia compasbergensis är en halvgräsart som beskrevs av Johann Franz Drège och Ernst Gottlieb von Steudel. Ficinia compasbergensis ingår i släktet Ficinia och familjen halvgräs. Inga underarter finns listade i Catalogue of Life.